# 自修室

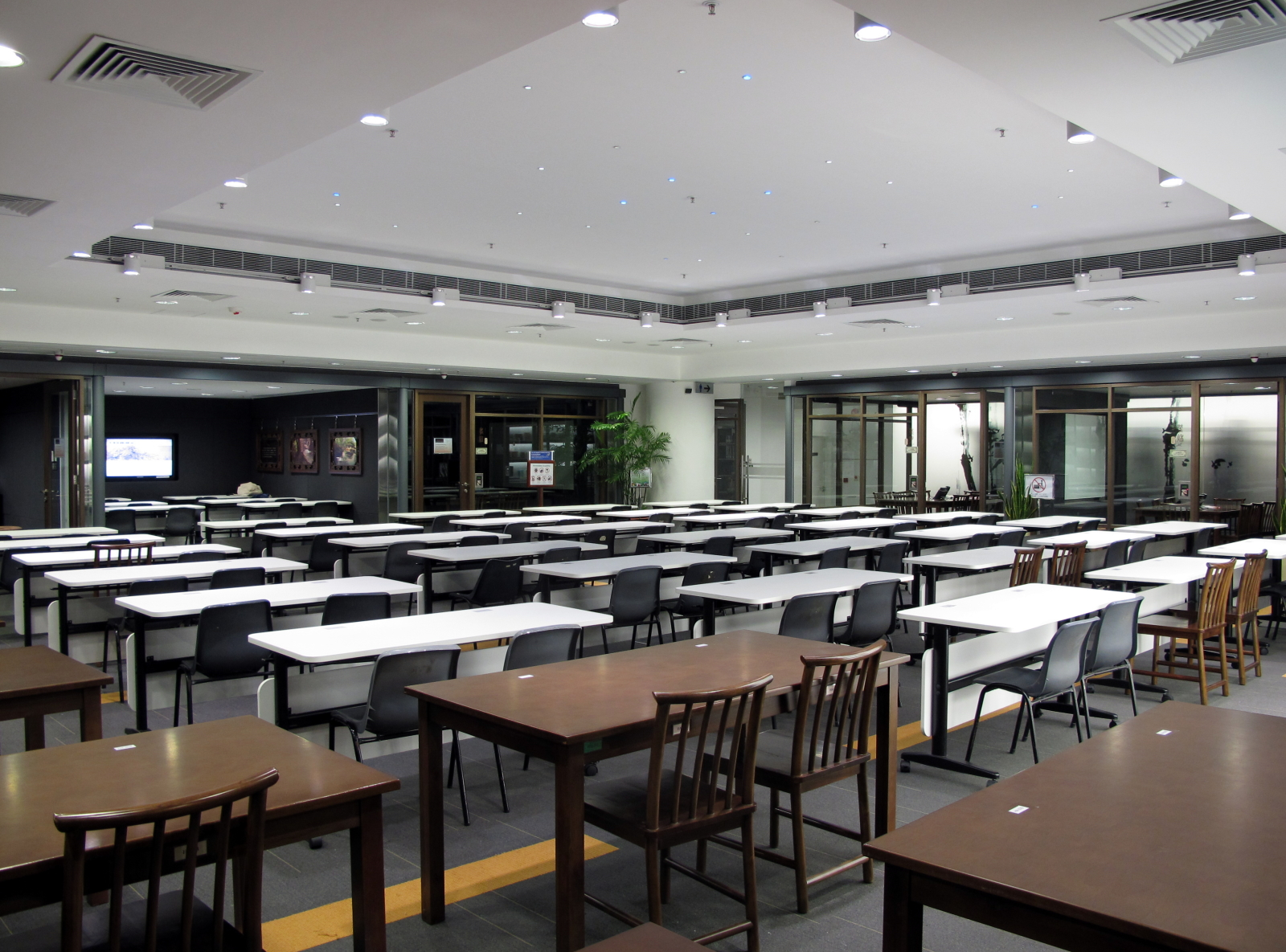
香港城市大學邵逸夫圖書館自修室

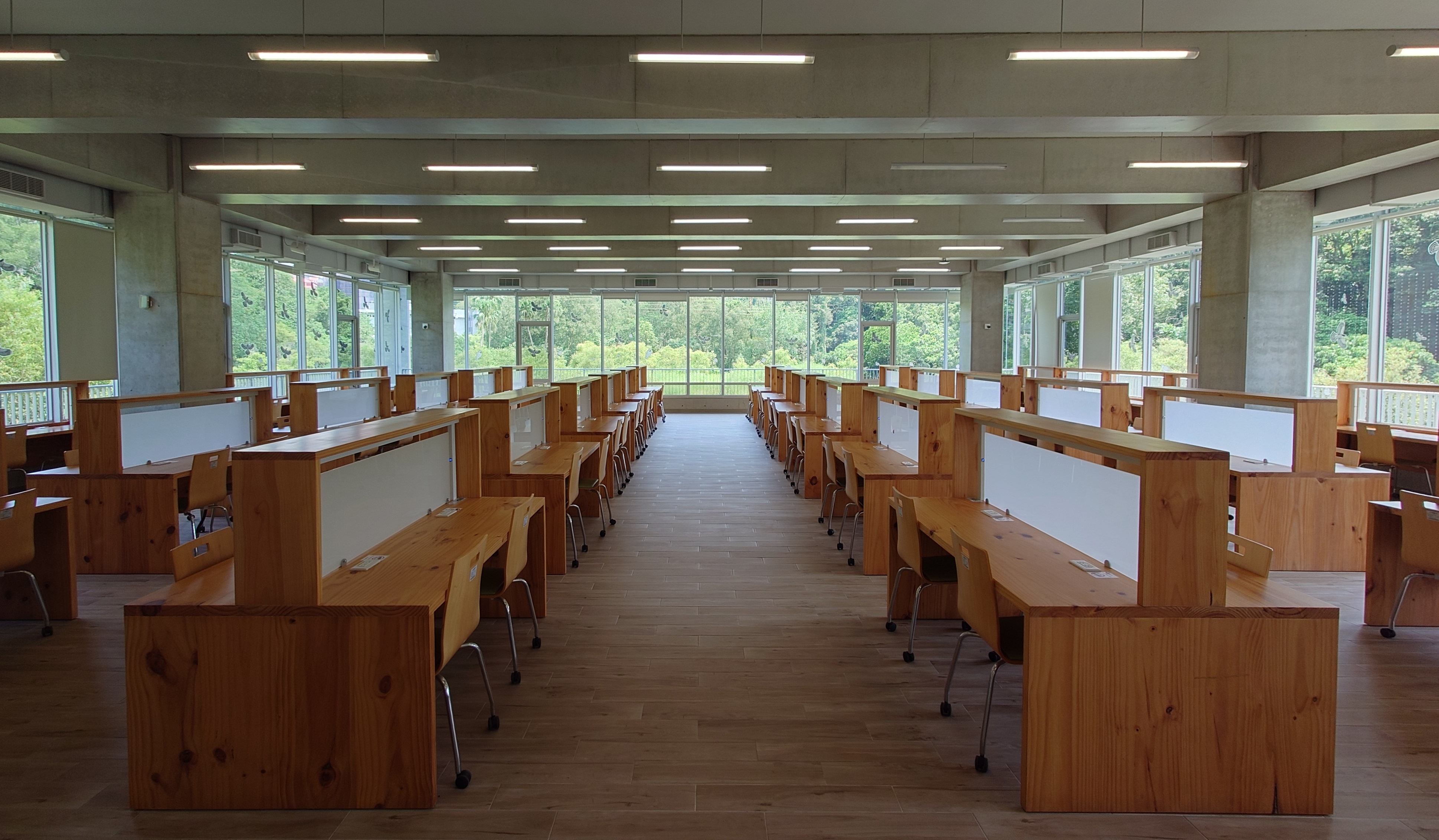
國立政治大學達賢圖書館湖濱悅讀小屋

自修室，或稱自習室，為供學生及民眾閱讀、自習或處理文書工作的室內場所，一般分為免費或收費兩種。台灣把收費自修室稱為K書中心，需付費進入，主要供學生使用。

## 概況

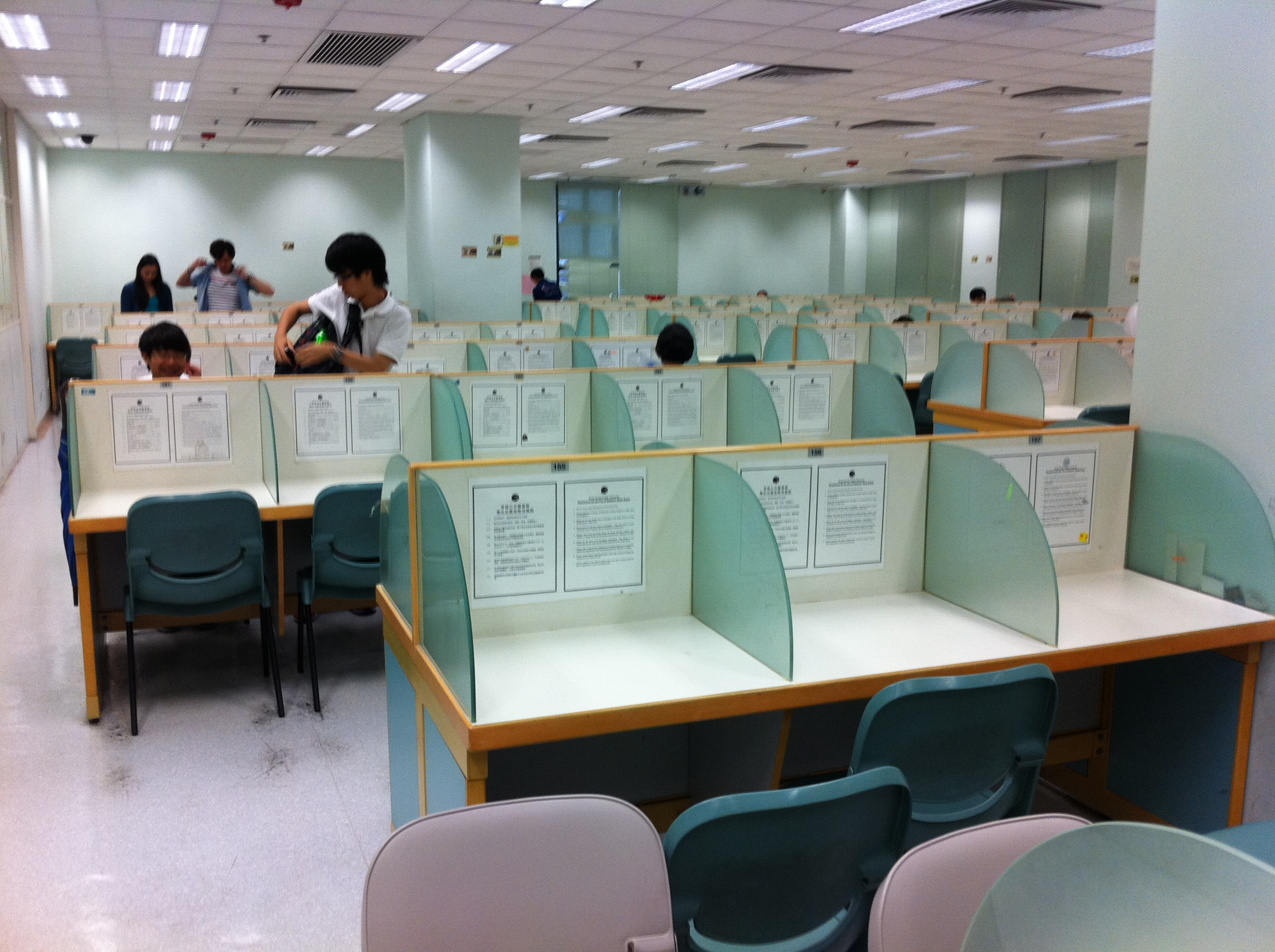
公共自修室的個人空間「一丁方」

免費自修室主要由圖書館及學校設置，稍具規模的圖書館會將閱覽室與自修室分開設置，前者供讀者閱讀館內報章雜誌和藏書，後者供學生自修或民眾處理文書工作。自修室對家裡沒有書房的清貧學生而言格外重要，因其可提供優良的讀書環境。沒有自修室的學校有時會於舉行大型考試前將教室劃為臨時自修室供考生溫習。
劃出自修室也被視為是一種敦親睦鄰的方式，因此部分宗教機構（如教會、寺廟）、社區服務組織或政府組織會劃出自修室供大眾使用。例如台灣電力公司曾經開放20餘個營業處設立自修室，中國國民黨於2000年總統選舉敗選後，為展現親和力開放其中央黨部讓學生自修。
私人設立的K書中心在台灣約從1990年左右開始普及，在此之前台灣學生喜歡到速食店自習，造成座位常常被學生占滿，導致用餐客人無法找到位置。部分速食店於是規定假日時段禁止於店內自修，K書中心因此開始出現。
而在香港，在自修室並未普及之時，啟德機場的離境大堂由於設有大量座位，而且交通便利，亦一度成為公開考試期間莘莘學子埋首苦讀的理想地點。現時雖然自修室廣泛設置，但到公開考試期間往往供不應求，一些學生就改到速食店、咖啡店等溫習，亦引起佔用座位問題。
而在中国大陆，随着《请回答1988》在当地热播等情况，造成了付费自习室在中国大陆当地的遍地开花并开始流行起来

## 設備

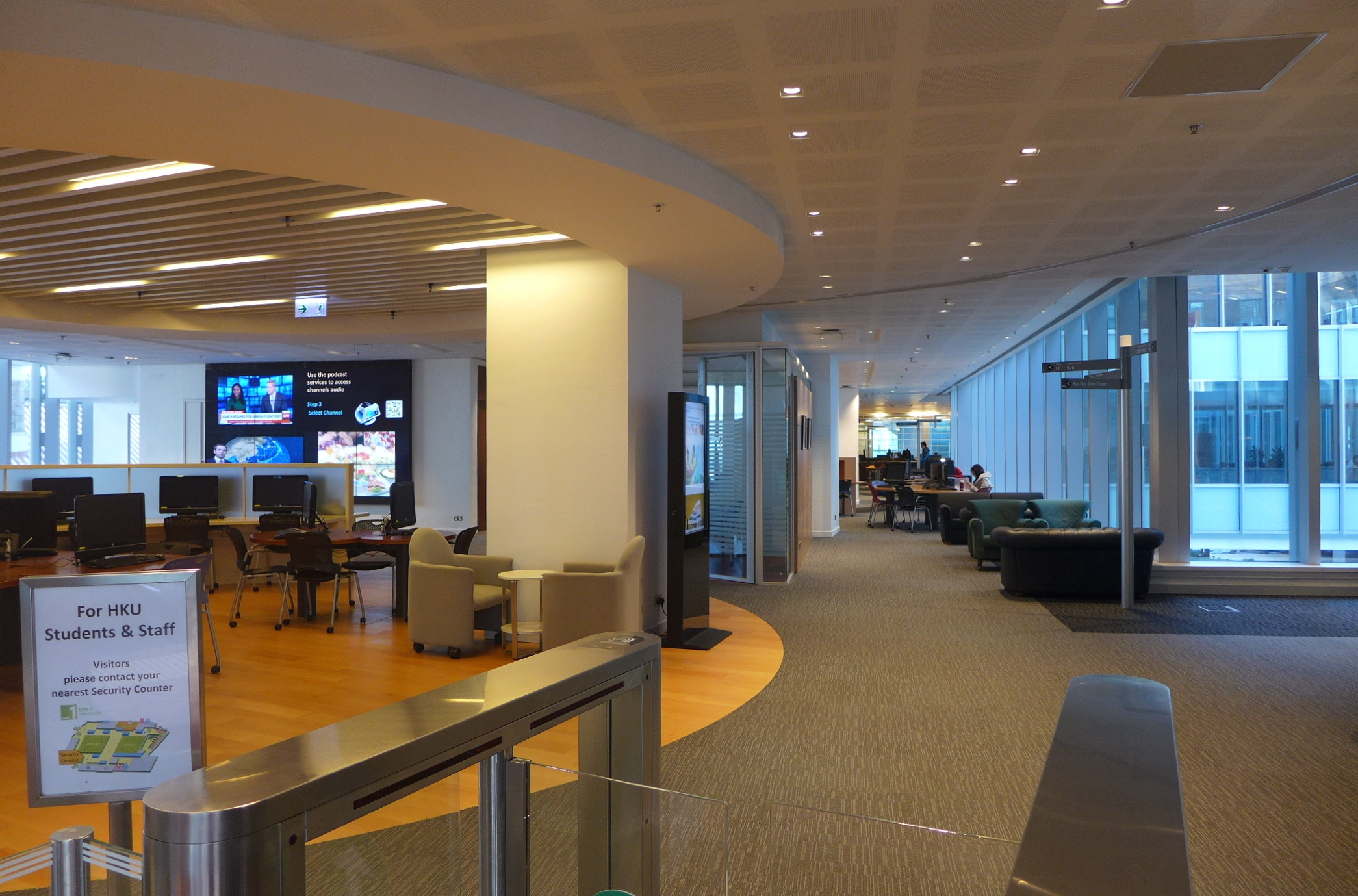
新式自修室設有電視、梳化座椅使用，圖為香港大學智華館

自修室基本設備為桌、椅及光線充足的照明。有時座位有隔板的設計，避免讀者間干擾及保持隱私。
需付費的K書中心則會額外提供寬頻上網、給筆記型電腦使用的插座、空調、付費置物櫃等等。

## 規範與管理
圖書館、政府、社福機構設置的自修室一般禁止攜入食物飲料、也禁止任何會干擾其他使用者的行為，例如不准佔用座位、大聲交談、吸煙、飲食、與他人嬉鬧、睡覺發出聲音等。部分學校附設的自修室只允許該校學生使用。而香港公共圖書館的自修室更禁止使用者進行拍攝及錄影。部份收費自修室則容許攜帶食物及飲料。
自修室應設有管理員，勸說不遵守自修室使用規範的使用者，令所有使用者都享有清靜的自修環境。

### 開放時間
自修室的開放時間各有不同，學校所設立的自修室之開放時間多和學校相同，部分圖書館開放則自修室開放、閉館時也同時結束自修室開放時間。香港公共圖書館自修室開放時間比圖書館的開放時間長。部分大學圖書館，如國立台灣大學、國立政治大學、國立清華大學，設有24小時開放的自修室，該自修室之出入口獨立，全天都可供學生自修。

## 相關
- 書房
- 課室

## 外部連結
- 國立台灣大學圖書館 自習室使用須知 （页面存档备份，存于）
- 國立公共資訊圖書館 （页面存档备份，存于）